# Albert Löfgren
Gustaf Albert Löfgren, född 21 september 1872 i Hasslösa, död 4 januari 1930 i Eggby, var en svensk klarinettist, kompositör och arrangör.
Löfgren kom 10 år gammal till Västgöta regemente på Axevalla hed mellan Skara och Skövde, där han blev klarinettist. Han utnämndes som 25-åring  till musikfanjunkare. Han avlade musikdirektörsexamen i Stockholm 1896. Han var soloklarinettist i Stockholms Konsertförening och musikdirektör vid Älvsborgs regemente 1905–1909. Mellan 1909 och 1925 var han soloklarinettist i Göteborgs konsertförening och musikdirektör vid Göta artilleriregemente i Göteborg.
Löfgren intresserade sig för svensk folkmusik och har arrangerat och komponerat ett stort antal polkor, polskor, valser, mazurkor m.m. Hans mest kända svit är Elvsborgslåtar som bland annat var med i filmen Din tillvaros land. Löfgren komponerade sällan marscher men Karl-Johan marsch skrevs till kapten Karl Johan Liljehöök vid Elfsborgs regemente.
Hugo Alfvén samarbetade med Löfgren och skrev 1907 ett intyg om Löfgrens kompetens: 
| ” | Direktör Albert Löfgren är en utmärkt instrumentatör för militärmusikkår, såsom dirigent är han medryckande och impulsiv, och som omdöme om Elfsborgs regementes musikkår, för vilken Herr Löfgren är direktör, vill jag framhålla, att jag hittills ej hört någon svensk militärmusikkår med så eldigt och artistiskt föredrag för vilket goda resultat äran i främsta rummet tillfaller ledaren. | „ |

## Filmmusik
- Din tillvaros land (1941) på Svensk Filmdatabas
- Sol över Sverige (1938) på Svensk Filmdatabas

## Verkförteckning
- Danslåtar från Vestergötland. Skandinavisk musik för blåsorkester. Solna: Intersong-förlagen. 1982. Libris 10478539
- Elfsborgslåtar Visor och danser. Stockholm. 1908. Libris 11262676
- Hellström, David; Löfgren Albert, Jarl Birger (2006). Fiskarvals från Bohuslän. Karlskoga: Lema musikförlag. Libris 10386614
- Löfgren Albert, Jarl Birger, red (2004). Beväringsdans från Axevalla hed för blåsorkester. Karlskoga: Lema musikförlag. Libris 9854055
- Löfgren Albert, red (2004). Gångtrall motiv från Frista : för blåsorkester. Karlskoga: Lema musikförlag. Libris 9854032
- Löfgren, Albert; Löfgren Nils (1978). Beväringsdans från Axevalla he' (Pelle å Maja). Malmö: N. Löfgren. Libris 9832532
- Löfgren, Albert; Jarl Birger (2005). Fantasi öfver Vestgöta-låtar. Karlskoga: Lema musikförlag. Libris 10126791
- Löfgren, Albert; Johansson Gunnar (2003). Slåttergille svensk rapsodi. Karlskoga: Lema musikförl. Libris 9416350
- Löfgren, Albert; Wijkander Oscar (1982). Yrhättan. Skandinavisk musik för blåsorkester. Solna: Intersong-förlagen. Libris 10478522
- Löfgren, Albert; Gustafson Stig (1981). Älvsborgslåtar. Stockholm: Gehrmans musikförlag. Libris 1185233
- Löfgren, Albert; Jarl Birger (2006). Överste Sjöquist marsch. Karlskoga: Lema musikförlag. Libris 10387286